# Sherbournia bignoniiflora
Sherbournia bignoniiflora là một loài thực vật có hoa trong họ Thiến thảo. Loài này được (Welw.) Hua miêu tả khoa học đầu tiên năm 1901.